# Първа косовско-метохийска бригада
Първа косовско-метохийска бригада е комунистическа партизанска единица във Вардарска Македония, участвала във въоръжената комунистическа съпротива във Вардарска Македония по време на Втората световна война.

## Формиране
Създадена е на 24 юни 1944 г. в стружкото село Збъжди от Първи косовски-метохски батальон „Рамиз Садику“ и втори косовски-метохски батальон „Борис Вукмирович“, както и от батальона на червената армия, част от първа македонско-косовска ударна бригада (50 войника от Червената армия са избягали от немски лагер и са формирали специален батальон). В деня на формирането има три батальона с около 310 души, а в края на 1944 г. около 2200 души. Командир на бригадата е Драгутин Джорджевич (от януари 1945).

## Дейност
На 9 юли 1944 г. бригадата води сражения за освобождаване на Дебър. Действа успешно в направлението Струга-Дебър, където брани района заедно с първа македонска ударна бригада и първа народосвободителна албанска бригада от немската 297 дивизия. След това частите на бригадата заминават за Албания и заедно с пета албанска бригада в началото на август е разбива слаби немски единици и балисти в близост до Пешкопия. От територията на Албания през Полога се сражава в Поречието (долината на река Треска). Заедно с пета македонска ударна бригада при село Брези, Македонски брод на 25 август разоръжава 220 четници, които впоследствие се присъединяват към тях. На 30 – 31 август в село Блаце, тетовско разбиват балисти, а на 6 септември нападат и освобождават Брод, където пленяват 100 български войника.
На 25 септември бригадата тръгва за Косово през Шар планина. В Кукуш на 3 октомври 1944 г. се среща с Оперативния щаб на НОВ и ПО на Косово и Метохия и неговия придружаващ батальон. На 13 октомври в Круми част от войниците на бригадата се отделят и формират четвърта косовско-метохийска бригада. От 30 октомври до 5 ноември води сражения с немската група „Скендербег“, а на 17 ноември освобождава Печ. От 8 февруари 1945 г. е част от 52-ра косовско-метохийска дивизия. Участва в Косовската операция на българската армия.